# Cabre
El cabre o cabere és una llengua extingida de la família arawak, poc testificada i sense classificar que fou parlada a Colòmbia, als marges dels rius Teviare i Zama. Kaufman (1994) no la inclou en cap grup concret mentre que Aikhenvald (1999) la deixen sense classificar dins de les llengües arawak de l'Alt Amazones. Gilij va citar un vocabulari comparatiu:
| Maipure | Güipunave | Cávere | Significat |
| ------- | --------- | ------ | ---------- |
| yema    | dema      | shema  | 'tabac'    |
| yapa    | dapa      | shapa  | 'foresta'  |